# سورن آودالبکیان
سورن خاچاطوری آودالبکیان (ارمنی: Սուրեն Խաչատուրի Ավդալբեկյան؛  زادهٔ ۱ ژوئیهٔ ۱۹۲۰ - درگذشته ۱۰ مارس ۲۰۱۳) جراح، آکادمیسین اهل ارمنستان بود.

## زندگی‌نامه
وی در ۱ ژوئیهٔ ۱۹۲۰ در سوخومی به دنیا آمد و از دانشگاه پزشکی دولتی ایروان (۱۹۴۳) فارغ‌التحصیل گشت. وی عضو فرهنگستان ملی علوم ارمنستان بود. همچنین برندهٔ جوایزی همچون نشان پرچم سرخ کار، نشان برجسته افتخار، پزشک شایسته ارمنستان شوروی (۱۹۶۳) و مدال مخیتار هراتسی شده‌است. وی در ۱۰ مارس ۲۰۱۳ در سن ۹۲ سالگی درگذشت.